# Maria van Lommen
Maria van Lommen (* 15. Januar 1688 in Utrecht; † 14. August 1742 ebenda) war eine niederländische Geschäftsfrau und Eigentümerin einer Gold- und Silberschmiedewerkstatt in Utrecht.

## Leben
Maria van Lommen wurde als erstes von zwölf Kindern des Silberschmieds Cornelis van Lommen (1656–1715) und dessen Ehefrau Cornelia Enligt Merck (1667–1724) geboren, die zwischen 1688 und 1710 in Utrecht das Licht der Welt erblickten und alle altkatholisch getauft wurden. Ab 1715 – mit dem Tod von Marias Vater – wurden jedoch alle Mitglieder dieser Familie in der reformierten Buurkerk beigesetzt. Möglicherweise haben sie sich dem protestantischen Glauben angeschlossen. Ihr Vater war seit 1680 Silberschmied. Die Familie lebte auf der Neude, an der westlichen Ecke der Schoutenstraat, im Het-Galinth-Gebäude. Dort befanden sich auch die Werkstatt und ein Silbergeschäft. Zwei von Marias Brüdern wurden ebenfalls Silberschmiede: Johannes (1694–1729) in Utrecht und Cornelis (geb. 1695) in Amsterdam.
Im Jahr 1712 trat Marias Vater erfolgreich in das Amt eines Tenure-Meisters (Stadtauktions-Meister) ein, das immer für sechs Jahre vergeben wurde. In dieser Zeit war es dem Amtsinhaber gemäß den städtischen Bestimmungen nicht gestattet, ein eigenes Geschäft zu führen. Als er den Eid auf seine neue Position ablegte, bat Cornelis van Lommen darum, die Silberschmiede seiner Tochter überlassen zu dürfen. So leitete Maria van Lommen im Alter von 24 Jahren das Geschäft.
Nach Marias Investitionen in Immobilien im Laufe ihres Lebens zu urteilen, war das Geschäft gewinnbringend. Wahrscheinlich hat sie das Geschäftswesen von ihrer Mutter gelernt. In Dokumenten aus den Jahren 1713 und 1714 traten Maria van Lommen und Cornelia Ondermerck als echte Geschäftsfrauen auf. In einem Brief an den Stadtrat beklagte sich Adrianus Croes, der Sekretär des Erfhuis, über “joffer en vrou Lommen” (deutsch: „Jungfer und Frau Lommen“): Sie nähmen die besten Stücke (mit dem höchsten Silbergehalt) vor der Auktion heraus und überließen ihren Preis ihren Leuten, um ihn in das Auktionsbuch zu legen. Oder sie böten so viel Silber an, dass andere Silberschmiede aussteigen mussten.
Nachdem Cornelis van Lommen am 27. Mai 1715 verstorben war, führte Maria mit ihrem Bruder Johannes, der 1716 Meister wurde, die Gold- und Silberschmiede fort. Marias Mutter durfte das Amt ihres Ehemannes als Witwe weiterführen. 1718 wurde sie wiedergewählt und blieb bis kurz vor ihrem Tod 1724 in diesem Amt.
Im Jahr 1726 errichtete Maria van Lommen ihr erstes Testament, in dem sie als „alte Dame“ (unverheiratete Frau) verfügte, die Silberschmiede und Goldschmiede fortzuführen. In diesem Testament bedachte sie ihre jüngeren Geschwister, vor allem die drei jüngsten Geschwister, mit Legaten, während ihr Bruder Johannes die Goldschmiede „mit dem ganzen Silber und Gold“ erben sollte und außerdem die „kleinen Dinge und weitere Berufe“. Man kann daraus schließen, dass Bruder und Schwester das Unternehmen gemeinsam besaßen. Johannes starb jedoch bereits am 12. September 1729 ohne Nachkommen, im August desselben Jahres hatte er sein Testament errichtet.
Um das Geschäft ohne ihren Bruder weiterführen zu dürfen, musste Maria van Lommen der Zunft der Gold- und Silberschmiede beitreten und wurde 1730 als „Mitglied für das halbe Geld“ im Meisterbuch verzeichnet. In den folgenden Jahren ging es ihr wirtschaftlich gut und sie investierte regelmäßig in Immobilien in der Stadt. In den letzten Jahren ihres Lebens lebte sie in der Hoge Jacobijnestraat, wo sie am 14. August 1742 starb. Von dieser Adresse aus wurde sie in der Buurkerk beigesetzt. Ihr Sarg wurde von acht Trägern getragen.

## Leistungen
Maria van Lommen ist in vielen Archivalien als tüchtige Geschäftsfrau, aber auch als Leiterin einer Großfamilie mit Niederlassungen in Utrecht und Amsterdam bekannt. Es ist bemerkenswert, dass so viele Dokumente über die Firma Maria van Lommen geführt wurden. Sie ist ein Beispiel für all jene unbekannten Frauen, die zur Wirtschaft der Stadt Utrecht beigetragen haben.